# 熊士逵
熊士逵，字夷庚，江西瑞州府新昌縣人。明朝政治人物。

## 生平
萬曆四十年（1612年）壬子科應天鄉試舉人，崇禎元年（1628年）進士。歷工部虞衡司主事，升郎中，出為福建福州府、廣東韶州府知府。永曆時，陞川南參政。兵敗被免。